# Rosalie (film 2023)
Rosalie è un film del 2023 diretto da Stéphanie Di Giusto.

## Trama
Nella Bretagna di fine Ottocento, la giovane Rosalie va in moglie al locandiere Abel, desideroso della sua dote. Quello che Abel non sa è che il padre di Rosalie ha sempre cercato di nascondere il fatto che Rosalie sia, in realtà, una donna barbuta.

## Distribuzione
Il film è stato presentato in anteprima il 18 maggio 2023 nella sezione Un Certain Regard del 76º Festival di Cannes. È stato distribuito nelle sale cinematografiche francesi da Gaumont a partire dal 10 aprile 2024, mentre in quelle italiane da Wanted Cinema a partire dal 30 maggio 2024.

## Accoglienza
Rosalie è stato accolto in maniera generalmente tiepida dalla critica. Il critico Alessio Palma su Quinlan si rammarica del fatto che "che il film non sappia dare seguito all’acutezza di sguardo dimostrata nella parte centrale preferendo rifugiarsi, nel terzo atto, in un più prevedibile melodramma", così come Paola Piacenza su Io donna prende atto che è "un film meno sensazionalista di quel che ci si potrebbe aspettare". Più positivo invece il commento di Leonardo Lardieri su Sentieri Selvaggi: "Stéphanie Di Giusto fa emergere la sensualità dei corpi dove meno ce l’aspettiamo, mette in luce qualcosa di inquietante, uscendo codici abituali di ciò che vediamo sugli schermi, dei corpi lisci".

## Riconoscimenti
- 2023 – Festival di Cannes
  - In concorso per il Premio Un Certain Regard
  - In concorso per la Queer Palm